# 出前コンサート
『出前コンサート』（でまえコンサート）とは、矢野顕子によるコンサートの企画。及びそれを収録したビデオ、及びライブ・アルバムである。
今日「出前コンサート」の呼称はコンサートホールのような音楽用に造られた会場において、興行主が興行として実施するコンサートではなく、地域の公民館や学校などに、住民などの招聘により演奏者が出向いて行う形態のコンサートの代名詞として一般化している。

## 企画としての出前コンサート
矢野顕子が、演奏可能なピアノ1台がある場所ならどこにでも出向き、商業的な興行主でない市民グループや個人、学校などの要請にもとづいてコンサートを行う企画である。1982年10月、茨城県水戸市を皮切りに、1990年代後半の中断期をはさみ、2010年頃まで行われていた。。矢野に歌詞を提供している糸井重里が、「あのさ、ピアノかついで出前したら？」と発案したことから始まったもので、「出前コンサート」の名称も、糸井による命名である。

## ビデオ/ライブアルバム
ビデオ『出前コンサート』は1987年、やのミュージックより発売された(DVDとして2001年ポニーキャニオンより、ブルーレイとして2012年にソニー・ミュージックより再発。なお、ブルーレイはボックスセット「1980's 矢野顕子ライブ」の一部)。
1987年5月に長野県松本市(16日)、伊那市(17日)において行われた、上記の企画「出前コンサート」の映像を元にしている。映像は立花ハジメが担当しており、単なるライブビデオ映像でなくビデオ・アート風の映像となっている。
（ビデオが全編CGとなった理由は、松本公演、または、伊那公演、いずれかで録画機器のトラブルがあり、両公演からベストテイクを選曲する必要性から、映像の繋ぎ目が不自然になる事を避ける為である。当日は、吉野金次がミキサーとして、立花ハジメはビデオ収録の為、会場を訪れた。）
ライブアルバム『出前コンサート』は1994年7月21日、ミディより発売された。上記ビデオのサウンドトラックをリマスタリングしたものであり、音源、曲目は同じである。
演奏はすべて矢野によるピアノ弾き語りであり、伴奏等は用いられていない。途中で観客の赤ちゃんの泣き声が入るなど、録音状態は良くないが、企画「出前コンサート」の雰囲気を伝えるために、あえてそのような音源も収録されている。

### 曲目
ビデオ、ライブアルバム共通。
1. てはつたえる→てつだえる  (作詞・作曲：矢野顕子) 
  - スタジオ録音はアルバム『ごはんができたよ』に収録。
2. LISTEN TO ME, NOW　(作詞・作曲：橿渕哲郎) 
  - 橿渕哲郎の曲のカバー。原曲はアルバム『リラのホテル』(1983年)に収録。
3. 夏なんです （作詞：松本隆　作曲：細野晴臣)
  - はっぴいえんどの曲のカバー。原曲はアルバム『風街ろまん』(1971年)に収録。
4. 愛がたりない (作詞・作曲：矢野顕子)
  - スタジオ録音はアルバム『愛がたりない』に収録。
5. ふりむけばカエル (作詞：糸井重里　作曲：矢野顕子) 
  - スタジオ録音はアルバム『GRANOLA』に収録。
  - 途中で矢野がユーモアを交えて、観客の手拍子を制止する場面がある。
6. COLOURED WATER  (作詞：矢野顕子・菊池真美　作曲：矢野顕子) 
  - スタジオ録音は『ごはんができたよ』に収録。
7. 東風 (作詞：矢野顕子　作曲：坂本龍一)   
  - イエロー・マジック・オーケストラの曲のカバー。矢野のスタジオ録音は『ごはんができたよ』に収録。
8. HELLO THERE (作詞・作曲：矢野顕子)
  - スタジオ録音は『愛がたりない』に収録。
9. 花のように (作詞・作曲：矢野顕子)
  - スタジオ録音は『GRANOLA』に収録。
10. 青い山脈  (作詞：西条八十　作曲：服部良一)
  - 藤山一郎の曲のカバー。矢野のスタジオ録音は『ごはんができたよ』に収録。
11. ひとつだけ  (作詞・作曲：矢野顕子) 
  - スタジオ録音は『ごはんができたよ』に収録。
  - 途中で矢野が歌詞を忘れる場面がある。